# Куарежма, Алфреду
Алфреду Перрулаш Куарежма (порт. Alfredo Perrulas Quaresma; 16 июля 1944, Лиссабон — 30 марта 2007) — португальский футболист, игравший на позиции нападающего.

## Футбольная карьера
Куарежма сыграл 3 матча за сборную и забил 1 гол за Португалию и дебютировал 3 марта 1973 года в Париже против Франции в победе со счетом 2:1. Свою последнюю игру он сыграл 13 октября 1973 года вничью 2:2 с Болгарией, где он также забил свой единственный международный гол.

## Личная жизнь
Многие СМИ называли его двоюродным дедушкой другого футболиста, Рикарду Куарежмы, хотя последний позже это отрицал.